# Salcedo (Puebla del Brollón)
Salcedo (llamada oficialmente San Xoán de Salcedo) es una parroquia y una aldea española del municipio de Puebla del Brollón, en la provincia de Lugo, Galicia.
Es conocida por la celebración del Entroido (Carnaval), uno de los más ancestrales de Galicia, con la figura del Oso de Salcedo.

## Geografía
Limita con las parroquias de Lamaiglesia y Parada dos Montes al norte, Lamaiglesia y Castroncelos por el oeste, Villamor al este, y Barxa de Lor y Vilar de Lor al sur.
| Noroeste: Lamaiglesia  | Norte: Lamaiglesia y Parada dos Montes | Noreste: Villamor (Folgoso de Caurel) |
| Oeste: Castroncelos    |                                        | Este: Villamor (Folgoso de Caurel)    |
| Suroeste: Barxa de Lor | Sur: Vilar de Lor (Quiroga)            | Sureste: Vilar de Lor (Quiroga)       |

## Organización territorial
La parroquia está formada por cuatro entidades de población, constando tres de ellas en el nomenclátor del Instituto Nacional de Estadística español:
- Beirán
- Domiz
- Pereiro  (O Pereiro)
- Salcedo

## Demografía

### Parroquia
| Gráfica de evolución demográfica de Salcedo (parroquia) entre 2000 y 2020 |
|                                                                           |
| Datos según el nomenclátor publicado por el INE.                          |

### Aldea
| Gráfica de evolución demográfica de Salcedo (aldea) entre 2000 y 2020 |
|                                                                       |
| Datos según el nomenclátor publicado por el INE.                      |

## Patrimonio artístico
Iglesia parroquial de la segunda mitad del siglo XVIII, fuertemente reformada posteriormente. Tiene una torre cuadrada, adosada a uno de los laterales de la nave, con un templete que contiene la imagen de Santiago Peregrino.

## Festividades
- Entroido de Salcedo, con el popular Oso de Salcedo.
- Fiestas de San Ramón, el 31 de agosto.